# Pierre d’Oron (Sitten)
Pierre d’Oron († 12./18. Februar 1287) war von 1273 bis 1287 Bischof von Sitten.

## Leben
Pierre d’Oron entstammt dem waadtländischen Adelsgeschlecht der Herren von Oron. Pierre war der Sohn des Rodolphe, Herr von Oron und der Alice. Pierre, erstmals 1236 erwähnt, war 1271 Dekan von Vevey und 1272 Domherr in Lausanne. Er wurde 1274 in einer Doppelwahl vom Domkapitel zum Bischof von Sitten gewählt. Nach dem Tod seines Konkurrenten Heinrich von Raron 1274, konnte er sich 1275 endgültig als Bischof durchsetzten. In der Beziehung zum Reich stand er an der Seite Savoyens. Die Auseinandersetzungen zwischen Rudolf von Habsburg und Philipp I. von Savoyen um Burgund veranlassten ihn zur Befestigung der bischöflichen Burgen Martigny und Montorge. Während seiner Amtszeit wurden zunehmend Waadtländer ins Domstift aufgenommen, was den savoyischen Einfluss im Bistum stärkte.